# 亞洲木薯資源
亞洲木薯資源控股有限公司，簡稱亞洲木薯資源控股，以及亞洲木薯資源（英語：Asia Cassava Resources Holdings Limited，港交所：0841），是在1984年，由朱銘泉創立名為「雅禾木薯有限公司」，主要經營加工、採購及儲存泰國進口乾木薯片，主要銷售給中國地區。
品牌為「雅禾」。其股份自2009年3月23日，在香港交易所主板上市。而招股價以1.04港元，公開招股獲超額認購2.5倍，集資淨額6850萬港元。

## 連結
- AsiaCassava.com （页面存档备份，存于）